# Okręg Provins
Okręg Provins (fr. Arrondissement de Provins) – okręg w północnej Francji. Populacja wynosi 156 tysięcy.

## Podział administracyjny
W skład okręgu wchodzą następujące kantony:
- Bray-sur-Seine,
- Donnemarie-Dontilly,
- Ferté-Gaucher,
- Montereau-Fault-Yonne,
- Nangis,
- Provins,
- Rebais,
- Rozay-en-Brie,
- Villiers-Saint-Georges,